# Processó dels Misteris
La Processó dels Misteris o del Silenci, és una tradició religiosa catòlica de Badalona (Barcelonès). Es tracta de la tradició més antiga de la ciutat i una de les processons més antigues documentades de Catalunya i d'Espanya. Se celebra en el marc de la Setmana Santa, la nit del Dijous Sant.

## Història
La Processó del Silenci o dels Misteris, data de l'any 1628, quan el 2 de maig del 1627 un grup de badalonins es van reunir en el cementiri parroquial de Santa Maria per a instaurar una Processó de Dijous Sant. L'any següent, el bisbat de Barcelona, feia beneir els misteris. El bisbe de Barcelona va ordenar l'any 1867 que les processons que tenien com a data de sortida el Dijous Sant passessin a sortir el Divendres Sant. Arran de les súpliques del poble de Badalona així com de la seva església, el bisbe va concedir a Badalona que la Processó tornés a sortir el dijous, com era tradició a la ciutat. A mitjan segle XX per afavorir l'arribada de públic es va proposar que en comptes dels confrares, com era habitual, fossin els gremis els que portessin els passos. L'any 1931, amb la proclamació de la República, la Processó dels Misteris va ser cancel·lada, i no va tornar a celebrar-se fins a l'any 1939, any que marca el final de la Guerra Civil Espanyola.
L'any 1974, es va decidir suprimir la Processó i alguns misteris foren guardats en cases particulars de badalonins i altres abandonats en magatzems municipals. Els anys 1982 i 1984 va haver-hi intents de recuperar-la però va ser l'any 1987, quan la Processó es va poder recuperar i va tornar a sortir pels carrers de Dalt la Vila.
L'any 2011, la crisi econòmica va fer perillar la continuïtat de la Processó, però finalment el suport institucional, de patrocinadors i també de particulars va fer possible celebrar el quart de segle de la seva recuperació. Es va celebrar al teatre del Círcol, un acte de suport sota el lema «Salvem la Processó». Més d'un centenar de persones van donar el seu suport com a amics de la Processó i es van comprometre a pagar una quota anual.

## Els misteris
La processó està formada per 15 misteris: 2 vivents, concretament el del grup dels Apòstols, Judes i Malcus i el cos d'estaferms, i 13 figuratius. De tots ells, probablement tres provenen de la formació original de la processó del segle XVII, el Jesús ajudat pel Cirineu, el Sant Sepulcre i la Mare de Déu dels Dolors. Amb tot, la resta de misteris foren construïts després de la Guerra Civil Espanyola.
| Nom                             | Data       | Autor                                           | Notes | Ref.  |
| ------------------------------- | ---------- | ----------------------------------------------- | --- | ----- |
| L'oració de l'hort              | ca. 1940   |                                                 | Substitueix l'antic, propietat de la Confraria de Sant Isidre. Des de mitjans del S. XIX anà a càrrec de la Confraria de Pescadors. Destruït el 1936. Es van salvar i reaprofitar les ales de l'àngel antic.                                                             | [ 4 ] |
| El bes de Judes o El prendiment | ca. 1940   | Taller d'Olot                                   | Encàrrec del Gremi del Tèxtil, després va passar al Gremi d'Alimentació. És anomenat «Misteri del fanalet» perquè un dels romans porta un fanal a la mà. | [ 4 ] |
| La flagel·lació                 | ca. 1940   | Taller El Sagrado Corazón - Anònima Mató (Olot) | Encàrrec del Gremi de Forners. El 2013 va incorporar uns fanals amb llums de cera. | [ 4 ] |
| La coronació d'espines          | ca. 1940   | Taller d'Olot                                   | Encàrrec del Gremi de Manyans. Porta uns fanals donació de Madrona Oliveras, procedents d'un antic carruatge fúnebre. Restaurat el 2002. | [ 4 ] |
| Ponç Pilat                      | 1941       | Can Bochaca - Arte Católico (Barcelona i Olot)  | Encàrrec del Gremi de Fusters. | [ 4 ] |
| Ecce Homo                       | XVII-XVIII |                                                 | L'antic era de la Confraria de Sant Sebastià i va desaparèixer el 1936. El Gremi de Fusters va encarregar-ne un de nou, però que en recuperar-se la processó les imatges estaven molt malmeses. La imatge actual va ser regalada pels Amics de Sant Jeroni de la Murtra. | [ 4 ] |
| La caiguda de Jesús             | 1954       | Taller de Claudi Rius Garrich                   | Encàrrec del Gremi d'Indústries Químiques. Conserva els fanals originals, restaurats el 2012. | [ 4 ] |
| Jesús ajudat pel Cirineu        | XVIII-XIX  | Atribuït a Josep Rius.                          | Salvat de la destrucció de 1936, conservant inclús els seus vestits originals. Va ser ampliat i remodelat per Joan Amigó (1950). | [ 4 ] |
| La Verònica                     | 1943       | Tallers de Rexach - Campanyà                    | Construït amb motiu del centenari d'Industrial Montalfita. | [ 4 ] |
| El clavament a la creu          | 1942       | Tallers de Claudi Rius Garrich                  | Encàrrec del Gremi de Vaquers. Escultures de Lluís Causaràs | [ 4 ] |
| Sant Crist crucificat           | ca. 1940   |                                                 | L'obra va ser realitzada a partir d'un original de Claudi Rius. Un dels claus es va salvar de la crema de 1936. | [ 4 ] |
| Sant Sepulcre                   | XVII       | Anònim                                          | És una de les imatges més antigues, amb afegitons posteriors. Va ser restaurat el 1988. | [ 4 ] |
| Mare de Déu dels Dolors         | 1627       | Anònim                                          | És una de les imatges més antigues. Depèn de la Congregació de la Mare dels Dolors des de 1723. | [ 4 ] |

## Processó pels carrers de Badalona

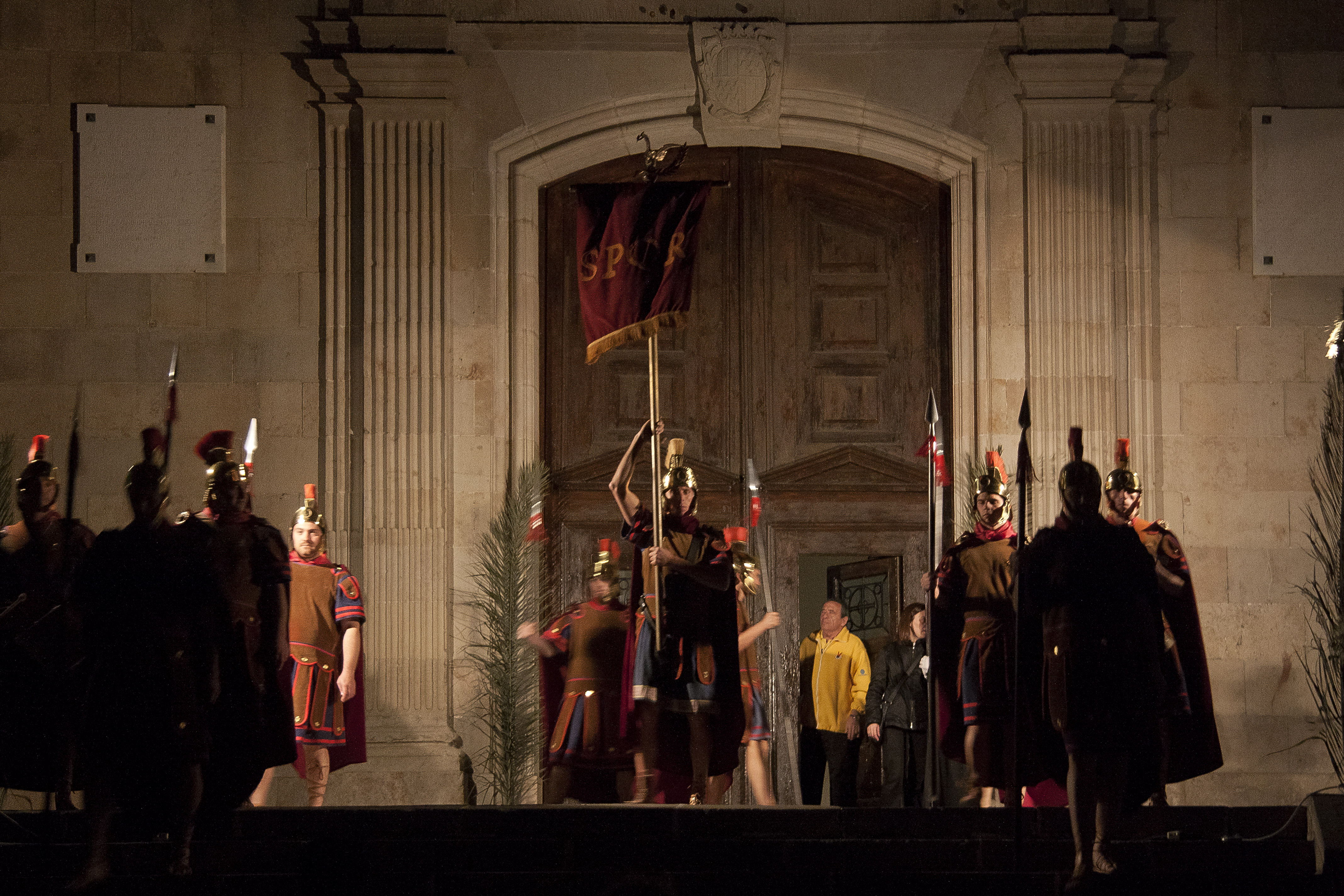
Estaferms davant de l'església de Santa Maria de Badalona

La Processó comença quan és fosc. A les nou de la nit, amb molta puntualitat, es realitza el Cant de la Passió a la façana principal de l'església de Santa Maria el qual dona obertura a un cerimonial que porta els passos a fer un recorregut pels carrers de Dalt la Vila al voltant de Santa Maria, tot i que arriba també a alguns carrers del barri de Coll i Pujol.
Durant el recorregut l'única il·luminació és la de les ciris i atxes dels participants i dels pans de cera que el veïns col·loquen en ampits de finestres i balcons, situats al llarg del recorregut. S'acompanya també d'un silenci que només es trenca amb el pas dels estaferms, nom que es dona a Badalona als soldats romans, i la repetició del típic cant del Record i memòria, tradicionalment cantat per nens o escolanets, normalment en nombre de tres situats davant de cada misteri de la processó. El cant resa:
| « | Record i memòria de la passió que va patir Déu Nostro Senyor, Jesucrist. | » |

Al final del recorregut es fa la Celebració de la Paraula.